# Oreochromis niloticus
La tilapia del Nilo (Oreochromis niloticus) es una especie de pez de la familia Cichlidae en el orden de los Perciformes.

## Morfología
Los machos pueden llegar alcanzar los 60 cm de longitud total y los 4,324 kg de peso. Como es típico de la tilapia, los machos alcanzan un tamaño mayor y crecen más rápido que las hembras.
Las tilapias del Nilo silvestres de tipo natural son de color marrón o grisáceo en general, a menudo con bandas indistintas en su cuerpo y la cola tiene rayas verticales. Cuando se reproducen, los machos se vuelven rojizos, especialmente en sus aletas. Aunque comúnmente se confunde con la tilapia azul (O. aureus), esta especie carece del patrón de cola rayada, tiene un borde rojo en la aleta dorsal (este borde es gris o negro en la tilapia del Nilo) y los machos son azulados en general cuando se reproducen. Las dos especies también se pueden separar por merística. Debido a que muchas tilapias en la acuicultura e introducidas en todo el mundo son variantes y/o híbridos criados selectivamente, identificarlos utilizando las características estándar que se pueden usar en la naturaleza, los tipos naturales a menudo no es posible. La prácticamente desconocida O. ismailiaensis tiene una cola lisa, pero por lo demás se parece mucho (y puede que solo sea una variante) de la tilapia del Nilo. Independientemente, O. ismailiaensis podría estar extinto, ya que su único hábitat conocido en el noreste de Egipto ha desaparecido, aunque se conocen individuos de apariencia similar (quizás los mismos) en los alrededores.
La tilapia del Nilo puede vivir más de 10 años.

## Subespecies
- Oreochromis niloticus baringoensis (Trewavas, 1983)
- Oreochromis niloticus cancellatus (Nichols, 1923)
- Oreochromis niloticus eduardianus (Boulenger, 1912)
- Oreochromis niloticus filoa (Trewavas, 1983)
- Oreochromis niloticus niloticus Linnaeus, 1758)
- Oreochromis niloticus sugutae (Trewavas, 1983)
- Oreochromis niloticus tana (Seyoum y Kornfield, 1992)
- Oreochromis niloticus vulcani (Trewavas, 1933)

## Distribución geográfica

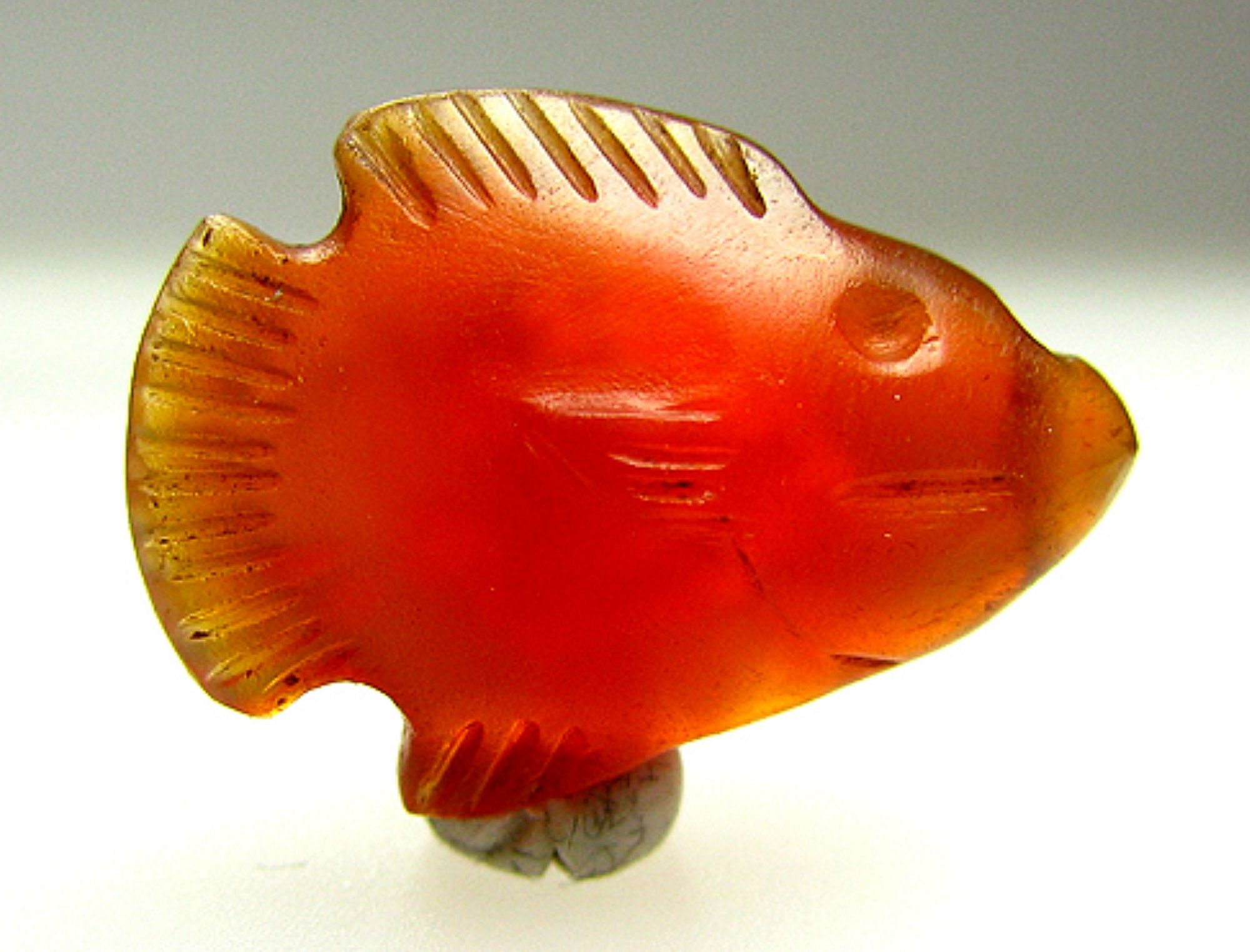
Amuleto en forma de tilapia del Nuevo Reino de Egipto 1350 a 1320 A.C.

Se encuentran en África: ríos costeros de Israel, río Nilo, lago Chad y ríos  Níger y  Senegal.

## Acuicultura
La tilapia, probablemente la tilapia del Nilo, ya era bien conocida como pescado comestible en el Antiguo Egipto y figuraba comúnmente en su arte (pinturas y esculturas). Esto incluye una ilustración de una tumba de 4000 años de antigüedad que las muestra en estanques artificiales, probablemente una forma temprana de acuicultura. En la acuicultura moderna, la tilapia del Nilo de tipo silvestre no se cultiva con mucha frecuencia porque el color oscuro de su carne no resulta agradable para muchos consumidores y debido a la reputación que tiene el pez de ser un "pez basura". Sin embargo, son de crecimiento rápido y producen buenos filetes. Se han desarrollado razas leucísticas ("rojas") que tienen una carne más clara para contrarrestar el disgusto del consumidor por la carne oscura.
La población híbrida también se utiliza en acuicultura. Los híbridos de "tilapia del Nilo × azul" suelen ser bastante oscuros, pero una raza híbrida de color claro conocida como tilapia "Rocky Mountain White" a menudo se cultiva debido a su carne muy clara y su tolerancia a las bajas temperaturas.